# Robin Widdows
Robin M. Widdows, född 27 maj 1942 i Cowley, är en brittisk bobåkare och racerförare.

## Racingkarriär
Widdows far, som var stridspilot under andra världskriget, inspirerade sonen att också välja ett äventyrligt liv. Redan under skoltiden fascinerades han av racerföraren Stirling Moss men Widdows valde bobsleigh och representerade Storbritannien i både två- och fyrmannabob i de Olympiska vinterspelen 1964 och 1968. Widdows började dock med bilsport redan 1964 då han tävlade i en MG Midget. 1965 fortsatte han i sportvagnsracing i en Lotus 23 och 1966 körde han formel 3 i en Brabham BT18. Året därpå grundade han och några vänner ett formel 2-stall,  Witley Racing Syndicate, som han tävlade för. Höjdpunkten blev hans seger i formel 2-loppet utanför mästerskapet på Hockenheimring, vilken gav honom en förarplats Chequered Flags formel 2-stall 1968. Det var dock glest mellan hans få framgångar.
Widdows fortsatte att tävla sportvagnar men fick även delta i ett formel 1-lopp. Han körde en Cooper-BRM i Storbritannien 1968, men han tvingades bryta på grund av tändningsproblem.
Året därpå tävlade Widdows i formel 2 och sportvagnar och 1970 även i formel 5000 men lade därefter av med racing.
Widdows anställdes av champagneproducenten Moët & Chandon där han senare blev företagets formel 1-representant.